# 871

## Nașteri
- dată necunoscută: Ordono al II-lea de Leon  (d. 924)

## Decese
- dată necunoscută: Ethelred de Wessex  (n. 837)
- 8 ianuarie: Bagsecg  (n. ?)
- 1 august: Odo I de Troyes  (n. ?)
- dată necunoscută: Odo de Blois  (n. ?)